# Vem kan man lita på?
Vem kan man lita på? är det andra studioalbumet av det svenska rockbandet Hoola Bandoola Band. Albumet släpptes 1972 på skivbolaget MNW Waxholm. Albumet var inspelat i augusti samma år.
Vem kan man lita på? blev framgångsrikt och sålde i 25 000 exemplar på tio månader och hamnade på en sjundeplats som bäst på Kvällstoppen. Det är en av titlarna i boken Tusen svenska klassiker (2009). Skivan rankades av Sonic Magazine i juni 2013 som det 93:e bästa svenska albumet någonsin.

## Låtlista
Text och musik av Mikael Wiehe, om inget annat anges.
Sida ett
1. "Herkules" - 4:43
2. "Vem kan man lita på?" - 4:18
3. "Dansmelodi" (Thomas Wiehe) - 2:40
4. "Keops pyramid" - 6:40

Sida två
1. "Man måste veta vad man önskar sig" - 4:06
2. "1789 + 0" - 4:40
3. "Maya" - 4:00
4. "Rocksamba" - 3:20

## Musiker
- Mikael Wiehe - gitarr, munspel, bakgrundssång, ledsång (låt 1, 3, 4, 5, 7 och 8)
- Björn Afzelius - gitarr, bakgrundssång, ledsång (låt 1, 2, 3, 6 och 7)
- Peter Clemmedson - gitarr, munspel, bakgrundssång
- Povel Randén - piano, elpiano, trombon, bakgrundssång, ledsång (låt 1, 7 och 8)
- Arne Franck - bas, elgitarr, bakgrundssång
- Per-Ove Kellgren - trummor, bakgrundssång
- Håkan Skytte - handklapp (låt 3), slagverk (låt 8)

### Fotnoter
1. ↑  Gradvall et al 2009, #340
2. ↑  Sonic #69, sommaren 2013